# جان-لوك مارغوت
جان-لوك مارغوت هو عالم فلك بلجيكي، ولد في 1969 في لوفان في بلجيكا.